# Karelská šíje

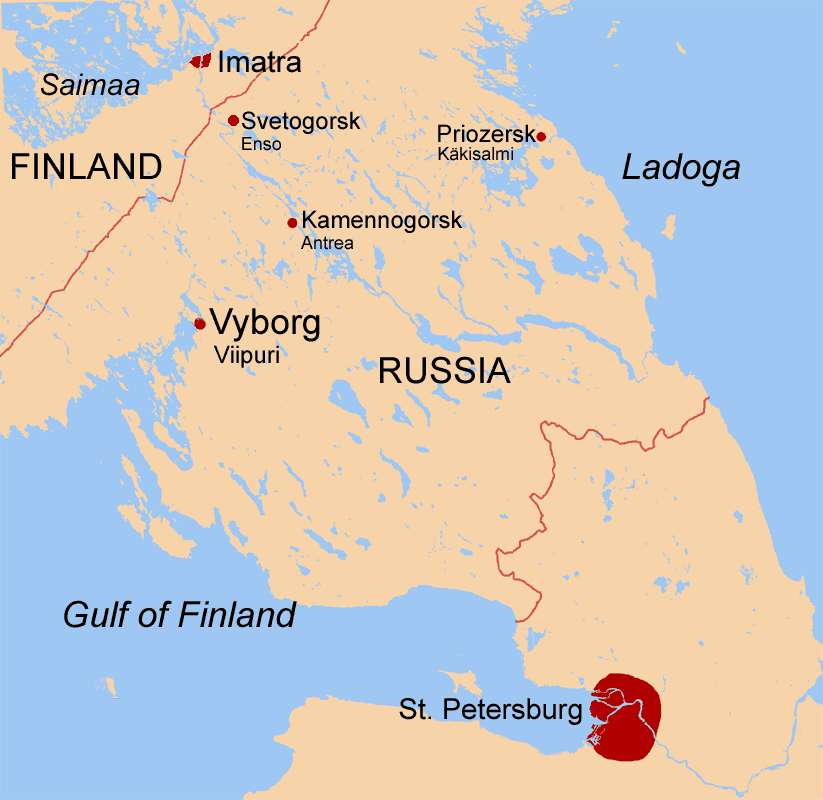
Karelská šíje s vyznačenými rusko-finskými hranicemi dle současného stavu (platného od roku 1940), jakož i z let před zimní válkou (platné v letech 1920–1940, leží blíže Petrohradu). Města, která přešla z rukou Finů do rukou Rusů, jsou označena dvojjazyčně

Karelská šíje (rusky Карельский перешеек, finsky Karjalankannas) je pruh země rozkládající se mezi Ladožským jezerem a Finským zálivem. Jde o jednu z nejvýznamnějších částí historické Karélie. Nejdůležitějším městem tohoto území je přístav Vyborg (finsky Viipuri) ležící u západních hranic oblasti. V historii byla Karelská šíje nárazníkovým pásmem mezi Švédskem a Ruskem, posléze se stala nedílnou součástí autonomního Finského velkovévodství začleněného do Impéria ruských carů a po jeho osamostatnění v roce 1917 byla součástí Finska.
Karelská šíje vždy představovala hlavní přístupovou cestu do nitra Finska (zejména pak tzv. Viipurská brána) a proto byla hlavním bojištěm během rusko-švédských válek, kdy ještě Finsko náleželo ke Švédsku. Ve 20. století se pak stala bojištěm v rusko-finských válkách. V letech 1918–1920 se zde střetávaly síly bílých Finů s intervenčními silami ruských bolševiků, které nejprve hodlaly podpořit své soudruhy v celém Finsku a po krachu této ideje se alespoň pokoušely (neúspěšně) ovládnout Viipuri a odtrhnout je od Finska. Karelská šíje zůstala Finsku a to na ní ve dvacátých a třicátých letech vybudovalo systém opevnění známý jako Mannerheimova linie.
Na Karelské šíji se odehrály nejtěžší a nejzuřivější boje Zimní války v letech 1939–1940, po které SSSR Karelskou šíji zabral jako válečnou kořist, i Pokračovací války v letech 1941–1944, kdy byla nejprve osvobozena Finy, aby Sovětský svaz o tři roky později během letní ofenzívy dobyl její střední a východní část a posléze ji na základě podmínek příměří zabral celou. Od roku 1944 je Karelská šíje součástí Ruska, přesněji Leningradské oblasti. Většina finských jmen měst a vesnic byla nahrazena ruskými. Současné obyvatelstvo se skládá z přistěhovalců či jejich potomků (především ruské národnosti), neboť v letech 1939 a 1944 prakticky veškeré finské obyvatelstvo Karelskou šíji opustilo a přestěhovalo se do Finska.